# Saison 2011-2012 du Liverpool FC
Maillots
Dernière mise à jour : 14 mai 2012.
Chronologie
Saison précédente Saison suivante
La saison 2011-2012 du Liverpool FC est la 49e saison consécutive du club en Premier League. Pour la première fois depuis 11 ans, Liverpool ne participera pas à une compétition européenne. Liverpool disputera, en plus du championnat, la FA Cup et la Carling Cup.
Le 26 février 2012, Liverpool met fin à six années sans titres en remportant la Carling Cup 2011-2012 face aux gallois de Cardiff City.

## Transferts

### Mercato d'été
| Type                 | Date            | Prix           | Joueur               | Ancien/Nouveau club      |
| Arrivées · (55.47M€) | 8 juin 2011     | 18M€           | Jordan Henderson     | Sunderland (D1)          |
| Arrivées · (55.47M€) | 6 juillet 2011  | 8.40M€         | Charlie Adam         | Blackpool (D1)           |
| Arrivées · (55.47M€) | 15 juillet 2011 | 22.80M€        | Stewart Downing      | Aston Villa (D1)         |
| Arrivées · (55.47M€) | 15 juillet 2011 | Fin de contrat | Doni                 | AS Rome (D1)             |
| Arrivées · (55.47M€) | 11 août 2011    | 6.27M€         | José Enrique Sánchez | Newcastle (D1)           |
| Arrivées · (55.47M€) | 29 août 2011    | 8M€            | Sebastian Coates     | Nacional Montevideo (D1) |
| Arrivées · (55.47M€) | 31 août 2011    | Gratuit        | Craig Bellamy        | Manchester City (D1)     |
| Arrivées · (55.47M€) |                 | Retour de prêt | Alberto Aquilani     | Juventus (D1)            |
| Arrivées · (55.47M€) |                 | Retour de prêt | Stephen Darby        | Notts County (D3)        |
| Arrivées · (55.47M€) |                 | Retour de prêt | Philipp Degen        | Stuttgart (D1)           |
| Arrivées · (55.47M€) |                 | Retour de prêt | Nabil El Zhar        | PAOK Salonique (D1)      |
| Arrivées · (55.47M€) |                 | Retour de prêt | Emiliano Insúa       | Galatasaray (D1)         |
| Arrivées · (55.47M€) |                 | Retour de prêt | Chris Mavinga        | Racing Genk (D1)         |
| Départs · (21.2M€)   | 7 juillet 2011  | Prêt           | Stephen Darby        | Rochdale (D3)            |
| Départs · (21.2M€)   | 13 juillet 2011 | 1.70M€         | Paul Konchesky       | Leicester FC (D2)        |
| Départs · (21.2M€)   | 19 juillet 2011 | 1M€            | Chris Mavinga        | Rennes (D1)              |
| Départs · (21.2M€)   | 2 août 2011     | Gratuit        | Milan Jovanović      | Anderlecht (D1)          |
| Départs · (21.2M€)   | 22 août 2011    | Fin de contrat | Sotírios Kyriákos    | VfL Wolfsbourg (D1)      |
| Départs · (21.2M€)   | 24 août 2011    | Prêt           | Alberto Aquilani     | Milan AC (D1)            |
| Départs · (21.2M€)   | 27 août 2011    | Gratuit        | Emiliano Insúa       | Sporting Portugal (D1)   |
| Départs · (21.2M€)   | 30 août 2011    | Prêt           | Christian Poulsen    | Évian TG (D1)            |
| Départs · (21.2M€)   | 31 août 2011    | Prêt           | Joe Cole             | Lille OSC (D1)           |
| Départs · (21.2M€)   | 31 août 2011    | 5M€            | David N'Gog          | Bolton (D1)              |
| Départs · (21.2M€)   | 31 août 2011    | 13.50M€        | Raul Meireles        | Chelsea (D1)             |

## Matchs
Source : liverpoolfc.tv

## Classements

### Classement
Le classement est établi sur le barème de points classique (victoire à 3 points, match nul à 1, défaite à 0).
Pour départager les égalités, on tient d'abord compte de la différence de buts générale, puis du nombre de buts marqués, puis des confrontations directes et enfin si la qualification ou la relégation est en jeu, les deux équipes jouent une rencontre d'appui sur terrain neutre.
mis à jour le 11 avril 2012
| Rang | Équipe                | Pts | J  | G  | N  | P  | Bp | Bc | Diff |
| ---- | --------------------- | --- | -- | -- | -- | -- | -- | -- | ---- |
| 1    | Manchester City       | 89  | 38 | 28 | 5  | 5  | 93 | 29 | +64  |
| 2    | Manchester United CS  | 89  | 38 | 28 | 5  | 5  | 89 | 33 | +56  |
| 3    | Arsenal               | 70  | 38 | 21 | 7  | 10 | 74 | 49 | +25  |
| 4    | Tottenham             | 69  | 38 | 20 | 9  | 9  | 66 | 41 | +25  |
| 5    | Newcastle United      | 65  | 38 | 19 | 8  | 11 | 56 | 51 | +5   |
| 6    | Chelsea V CA          | 64  | 38 | 18 | 10 | 10 | 65 | 46 | +19  |
| 7    | Everton               | 56  | 38 | 15 | 11 | 12 | 50 | 40 | +10  |
| 8    | Liverpool CL          | 52  | 38 | 14 | 10 | 14 | 47 | 40 | +7   |
| 9    | Fulham                | 52  | 38 | 14 | 10 | 14 | 48 | 51 | -3   |
| 10   | West Bromwich         | 47  | 38 | 13 | 8  | 17 | 45 | 52 | -7   |
| 11   | Swansea City P        | 47  | 38 | 12 | 11 | 15 | 44 | 51 | -7   |
| 12   | Norwich City P        | 47  | 38 | 12 | 11 | 15 | 52 | 66 | -14  |
| 13   | Sunderland            | 45  | 38 | 11 | 12 | 15 | 45 | 46 | -1   |
| 14   | Stoke City            | 45  | 38 | 11 | 12 | 15 | 36 | 53 | -17  |
| 15   | Wigan Athletic        | 40  | 38 | 11 | 10 | 17 | 42 | 62 | -20  |
| 16   | Aston Villa           | 38  | 38 | 7  | 17 | 14 | 37 | 53 | -16  |
| 17   | Queens Park Rangers P | 37  | 38 | 10 | 7  | 21 | 43 | 66 | -23  |
| 18   | Bolton                | 36  | 38 | 10 | 6  | 22 | 46 | 77 | -31  |
| 19   | Blackburn Rovers      | 31  | 38 | 8  | 7  | 23 | 48 | 78 | -30  |
| 20   | Wolverhampton         | 25  | 38 | 5  | 10 | 23 | 40 | 82 | -42  |

Qualifications européennes
Ligue des champions 2012-2013
- 1er 2e et 3e : phase de groupes
- 4e : tour de barrages pour non-champions

Ligue Europa 2012-2013
- CA  : phase de groupes
- 5e : tour de barrages
- CL : 3e tour de qualification

Relégation
- 18e, 19e et 20e : relégation en Championship

Abréviations
 : Tenant du titre

V : Vice-champion 2010-2011

CA : Vainqueur de la FA Cup 2011-2012

CL : Vainqueur de la Carling Cup 2011-2012

CS : Vainqueur du Community Shield 2011

P : Promus de Championship

### Buteurs
Source : liverpoolfc.tv
Dernière mise à jour : le 14 avril 2012
Ci-dessous, le classement des buteurs lors des compétitions officielles.
| Classement | Nationalité               | Numéro | Nom                 | Premier League | Carling Cup | FA Cup | Total |
| ---------- | ------------------------- | ------ | ------------------- | -------------- | ----------- | ------ | ----- |
| 1          | Drapeau de l'Uruguay      | 7      | Luis Alberto Suárez | 8              | 3           | 3      | 14    |
| 2          | Drapeau du pays de Galles | 39     | Craig Bellamy       | 6              | 2           | 1      | 9     |
| 3          | Drapeau de l'Angleterre   | 8      | Steven Gerrard      | 5              | 2           | 2      | 9     |
| 4          | Drapeau de l'Angleterre   | 9      | Andy Carroll        | 4              | 1           | 3      | 8     |
| 6          |                           |        | Autos goals         | 4              | 0           | 2      | 6     |
| 6          | Drapeau de l'Argentine    | 11     | Maxi Rodríguez      | 4              | 2           | 0      | 6     |
| 7          | Drapeau des Pays-Bas      | 18     | Dirk Kuyt           | 2              | 2           | 1      | 5     |
| 8          | Drapeau de la Slovaquie   | 37     | Martin Škrtel       | 2              | 1           | 1      | 4     |
| 9          | Drapeau de l'Angleterre   | 19     | Stewart Downing     | 0              | 0           | 2      | 2     |
| 9          | Drapeau de l'Écosse       | 26     | Charlie Adam        | 2              | 0           | 0      | 2     |
| 11         | Drapeau de l'Angleterre   | 2      | Glen Johnson        | 1              | 0           | 0      | 1     |
| 11         | Drapeau du Danemark       | 5      | Daniel Agger        | 0              | 0           | 1      | 1     |
| 11         | Drapeau de l'Angleterre   | 14     | Jordan Henderson    | 1              | 0           | 0      | 1     |
| 11         | Drapeau de l'Uruguay      | 16     | Sebastian Coates    | 1              | 0           | 0      | 1     |
| 11         | Drapeau de l'Angleterre   | 33     | Jonjo Shelvey       | 0              | 0           | 1      | 1     |
| 11         | Drapeau de l'Angleterre   | 34     | Martin Kelly        | 0              | 1           | 0      | 1     |
|            |                           |        | TOTALS              | 40             | 14          | 17     | 71    |

### Passeurs
Ci-dessous, le classement des passeurs lors des compétitions officielles.
| Classement | Nationalité               | Numéro | Nom                 | Premier League | Carling Cup | FA Cup | Total |
| ---------- | ------------------------- | ------ | ------------------- | -------------- | ----------- | ------ | ----- |
| 1          | Drapeau de l'Uruguay      | 7      | Luis Alberto Suárez | 5              | 4           | 0      | 9     |
| 1          | Drapeau de l'Écosse       | 26     | Charlie Adam        | 9              | 0           | 0      | 9     |
| 3          | Drapeau du pays de Galles | 39     | Craig Bellamy       | 3              | 2           | 2      | 7     |
| 4          | Drapeau du Danemark       | 5      | Daniel Agger        | 3              | 2           | 0      | 5     |
| 5          | Drapeau de l'Angleterre   | 9      | Andy Carroll        | 2              | 0           | 2      | 4     |
| 6          | Drapeau de l'Angleterre   | 8      | Steven Gerrard      | 1              | 0           | 3      | 4     |
| 6          | Drapeau de l'Argentine    | 11     | Maxi Rodríguez      | 0              | 1           | 2      | 3     |
| 6          | Drapeau de l'Angleterre   | 14     | Jordan Henderson    | 1              | 2           | 0      | 3     |
| 6          | Drapeau des Pays-Bas      | 18     | Dirk Kuyt           | 3              | 0           | 0      | 3     |
| 6          | Drapeau de l'Angleterre   | 19     | Stewart Downing     | 2              | 0           | 1      | 3     |
| 11         | Drapeau de l'Espagne      | 3      | José Enrique        | 2              | 0           | 0      | 2     |
| 11         | Drapeau de l'Angleterre   | 38     | Jon Flanagan        | 0              | 0           | 2      | 2     |
| 13         | Drapeau de l'Angleterre   | 2      | Glen Johnson        | 0              | 1           | 0      | 1     |
| 13         | Drapeau de l'Angleterre   | 20     | Jay Spearing        | 1              | 0           | 0      | 1     |
| 13         | Drapeau du Brésil         | 21     | Lucas Leiva         | 0              | 1           | 0      | 1     |
| 13         | Drapeau de l'Angleterre   | 33     | Jonjo Shelvey       | 0              | 0           | 1      | 1     |
| 13         | Drapeau de l'Angleterre   | 34     | Martin Kelly        | 1              | 0           | 0      | 1     |
| 13         | Drapeau de la Slovaquie   | 37     | Martin Škrtel       | 1              | 0           | 0      | 1     |
| 13         | Drapeau du Portugal       | 4      | **Raul Meireles     | 1              | 0           | 0      | 1     |
|            |                           |        | TOTAL               | 34             | 13          | 13     | 60    |

** Raul Meireles a commencé la saison à Liverpool mais a été transféré à Chelsea.